# The Miseducation of Lauryn Hill
A The Miseducation of Lauryn Hill Lauryn Hill első szólóalbuma. A dalok szövege foglalkozik Hill terhességével, előző együttesével (Fugees), a szeretettel és Istennel. Az album zenéje vegyíti az R&B, a soul, a reggae és a gospel elemeit.
Megjelenésekor a Billboard 200 élére lépett, az első héten 422 624 példányban kelt el, ami rekordnak számított női énekesek albumai esetén. Az album 81 hetet töltött a listán, a Billboard év végi Top R&B/Hip-Hop albumlistáját is vezette. 1999-ben tíz Grammy-jelölésből öt esetben zsebelt be díjat. Az album 1998 szeptember 29-én lett aranylemez, 2001. december 17-én nyolcszoros platina lett.
A kritikusok a kezdetektől fogva dicsérték, elsősorban a szövegekért és a sokrétű műfajiságért. Elismertsége azóta is fennmaradt, több összeállításban szerepelt, a Rolling Stone 2020-as Minden idők 500 legjobb albuma listáján a 10. lett. Szerepel az 1001 lemez, amit hallanod kell, mielőtt meghalsz című könyvben. Annak ellenére, hogy minden idők egyik legjobb albumának tekintik, napjainkig is Hill egyetlen lemeze.

## Az album dalai
|     | Cím                                       | Szerző(k)                        | Producer                        | Hossz |
| --- | ----------------------------------------- | -------------------------------- | ------------------------------- | ----- |
| 1.  | Intro                                     |                                  | Lauryn Hill                     | 0:47  |
| 2.  | Lost Ones                                 | Hill                             | Hill, Che' Guevara, Vada Nobles | 5:33  |
| 3.  | Ex-Factor                                 | Hill                             | Hill                            | 5:26  |
| 4.  | To Zion (közreműködik Carlos Santana)     | Hill                             | Hill, Che' Guevara              | 6:08  |
| 5.  | Doo Wop (That Thing)                      | Hill                             | Hill                            | 5:19  |
| 6.  | Superstar                                 | Hill, Johari Newton, James Pyser | Hill                            | 4:56  |
| 7.  | Final Hour                                | Hill                             | Hill                            | 4:15  |
| 8.  | When It Hurts So Bad                      | Hill                             | Hill                            | 5:42  |
| 9.  | I Used to Love Him (közr. Mary J. Blige)  | Hill                             | Hill                            | 5:39  |
| 10. | Forgive Them Father                       | Hill                             | Hill                            | 5:15  |
| 11. | Every Ghetto, Every City                  | Hill                             | Hill                            | 5:14  |
| 12. | Nothing Even Matters (közr. D'Angelo)     | Hill                             | Hill                            | 5:49  |
| 13. | Everything Is Everything                  | Hill, Johari Newton              | Hill                            | 4:58  |
| 14. | The Miseducation of Lauryn Hill           | Hill, Tejumold Newton            | Hill                            | 4:17  |
| 15. | Can't Take My Eyes Off Of You (bónuszdal) | Bob Crewe, Bob Gaudio            | Hill                            | 3:41  |
| 16. | Tell Him (bónuszdal)                      | Pending                          | Hill                            | 4:38  |

## Közreműködők

### Énekesek
- Lauryn Hill – ének (2–16)
- Mary J. Blige – ének (9)
- D’Angelo – ének (12)
- Shelley Thunder – ének (10)
- Kenny Bobien – háttérvokál (4)
- Chinah – háttérvokál (9)
- Jenni Fujita – háttérvokál (5)
- Fundisha Johnson – háttérvokál (5)
- Sabrina Johnson – háttérvokál (4)
- Jenifer McNeil – háttérvokál (9)
- Rasheem Pugh – háttérvokál (5)
- Lenesha Randolph – háttérvokál (4, 5, 9, 13)
- Ramon Rivera – háttérvokál (9)
- Earl Robinson – háttérvokál (4)
- Andrea Simmons – háttérvokál (4,9)
- Eddie Stockley – háttérvokál (4)
- Ahmed Wallace – háttérvokál (9, 13)
- Tara Watkins – háttérvokál (9)
- Rachel Wilson – háttérvokál (9)
- Chuck Young – háttérvokál (3)

### Hangszerek
- Al Anderson – gitár (2)
- Tom Barney – basszusgitár (11–13)
- Bud Beadle – alt- és tenorszaxofon, fuvola (7)
- Robert Browne – gitár (2)
- Rudy Byrd – ütőhangszerek (3, 6, 8)
- Che Guevara – dob programozása (5, 6, 9, 10, 12, 13)
- Che Pope – dob programozása (8)
- Jared Crawford – dob (4)
- D’Angelo – rhode zongora (12)
- DJ Supreme – DJ (5)
- Francis Dunnery – gitár (11, 12)
- Paul Fakhourie – basszusgitár (3)
- Dean Frasier – szaxofon (5, 10)
- Loris Holland – billentyűk (12, 14), klarinét (11)
- Indigo Quartet – vonósok (5, 13, 14)
- Julian Marley – gitár (10)
- Chris Meredith – basszusgitár (8, 10, 12)
- Johari Newton – gitár (2, 3, 8)
- Tejumold Newton – zongora (3)
- Vada Nobles – dob programozása (2, 3, 5, 6, 8, 10, 13)
- Grace Paradise – hárfa (4, 6, 8)
- James Poyser – basszusgitár (2, 4, 9), billentyűk (3, 5, 6, 12)
- Everol Ray – trombita (5,10)
- Kevin Robinson – trombita, szárnykürt (7)
- Ronald "Nambo" Robinson – harsona (5, 10)
- Matthew Rubano – basszusgitár (9, 13)
- Carlos Santana – gitár (4)
- Earl Chinna Smith – gitár (2,10)
- Andrew Smith – gitár (7)
- Squiddly Ranks – dob (8)
- John R. Stephens – zongora (13)
- Elizabeth Valletti – hárfa (7)
- Fayyaz Virti – harsona (7)
- Joe Wilson – zongora (14)
- Stuart Zender – basszusgitár (7)